# Maurilia umbrata
Maurilia umbrata är en fjärilsart som beskrevs av Emilio Berio 1966/67. Maurilia umbrata ingår i släktet Maurilia och familjen trågspinnare. Inga underarter finns listade i Catalogue of Life.